# Beaune-sur-Arzon
Beaune-sur-Arzon là một xã thuộc tỉnh Haute-Loire nam trung bộ nước Pháp. Xã Beaune-sur-Arzon nằm ở khu vực có độ cao trung bình 930 mét trên mực nước biển.